# Don Cornelius
Don Cornelius (ur. 27 września 1936, zm. 1 lutego 2012) – amerykański producent telewizyjny i osobowość telewizyjna.

## Wyróżnienia
Posiada swoją gwiazdę na Hollywoodzkiej Alei Gwiazd.